# Jean-Marc Fessard
Jean-Marc Fessard est un clarinettiste français né le 31 octobre 1969 à Étampes (Essonne).

## Biographie
Jean-Marc Fessard a étudié au Conservatoire National Supérieur de Musique de Paris (1er prix de clarinette, clarinette basse, musique de chambre et diplôme supérieur mention très bien), à l'Université de Paris VIII (Master musicologie mention très bien) et à l'Académie supérieure de musique de Gdańsk en Pologne où il a reçu le titre de Docteur ès Arts (PhD). Il est lauréat des concours internationaux de Paris (3e prix 1996), Illzach (1er prix 1997), Gdansk (1er prix et prix spécial Brahms 1997), FNAPEC (1996) et 1er Prix d'Honneur de l'UFAM (1991).  Jean-Marc Fessard a reçu le 1er prix lors du Concours d'interprétation Jacques Lancelot (1990). Il a enregistré une trentaine de CD pour des labels tels que Dux, Naxos, Ameson, Signature Radio-France, Triton, Kalidisc, Accord Universal, Clarinet Classics...Yvonne Loriod-Messiaen a décrit sa version du Quatuor pour la fin du Temps comme « tout simplement admirable. » (Dux 0459).
Jean-Marc Fessard s'intéresse particulièrement au répertoire rare de la clarinette enregistrant notamment la musique pour clarinette d'Alexandre Tansman (Concerto, concertino, musique de chambre avec quatuor à cordes), les sonates de Charles Koechlin, Jacques Castérède, les concertos de Jacques Bondon et Henri Tomasi ou encore les pièces pour clarinette et piano de Piotr Perkowski, Antoni Szałowski, Piotr Moss ou Karol Rathaus. En 2011, il a donné à la Radio de Varsovie le concerto de Tansman aux côtés de l'orchestre de chambre de Silésie et enregistré le concerto pour clarinette de Piotr Moss D'un silence..., immense fresque musicale de quarante minutes en un seul mouvement, avec l'orchestre national de la radio polonaise. En 2008, il collabore avec Krzysztof Penderecki pour la création de sa Sinfonietta pour clarinette et orchestre à cordes lors du festival d'Erevan en Arménie. Il est dédicataire et crée de nombreuses pièces contemporaines pour clarinette et pour clarinette basse  comme le concerto pour clarinette de Bruno Letort, Shkodra inspirée du personnage de La frontière invisible de François Schuiten et Benoît Peeters et créé à la Philharmonie de Szczecin (Pologne) ou le concerto pour clarinette basse de Michel Lysight créé avec l'orchestre de chambre de Wallonie.
Il s'est produit aux côtés de l'Orchestre National de la Radio Polonaise, l'Orchestre Philharmonique de Poznań, l'Orchestre Philharmonique de Gdańsk, l'Orchestre Philharmonique de Katowice, l'Orchestre National d'Azerbaïdjan, l'Orchestre Philharmonique de Szczecin, l'Orchestre de Chambre de la Philharmonie Tchèque, l'Orchestre de Chambre de Wallonie, l'orchestre de chambre de Zagreb, l'Orchestre de Chambre de Pologne, le Quatuor Elysée, le Quatuor Ebène ou le Quatuor Wieniawski. Il est membre de l'Ensemble Sillages avec lequel il a enregistré une monographie consacrée à Allain Gaussin qui a reçu le Grand Prix de l'Académie Charles Cros en 2014 (Ameson),,,,
Jean-Marc Fessard est professeur de musique de chambre au Conservatoire royal de Bruxelles et est invité pour des master class par les Académies Supérieures de Prague, Poznań, Gdańsk, Katowice, Cracovie, Université Frédéric Chopin de Varsovie, Conservatoire Supérieur de Bakou, le Royal College à Londres, l'Université, le Conservatoire de Chine et le Conservatoire Central de Musique de Pékin. Jean-Marc Fessard est régulièrement invité comme membre du jury des concours internationaux Alexandre Tansman à Lódz, Michal Spisak à Dabrowa Gornicza, Johannes Brahms à Gdańsk, de Musique de Chambre de Lódz, du concours Kurpiński de Włoszakowice ou encore des concours du CNSM de Paris. Il est l'auteur de L'évolution de la clarinette et d'une méthode de clarinette Écoute, je joue!,  édités chez Gérard Billaudot à Paris, éditeur pour lequel il est directeur de collection.

## Discographie
- Sonates op.120, Trio op.114 de Johannes Brahms avec Jennifer Fichet, piano, Diana Ligeti, violoncelle (SOOND distribution Harmonia Mundi)
- Quelques aventures d'Alice au pays des merveilles de Philippe Leloup pour 3 clarinettes et récitants (SOOND distribution Harmonia Mundi)
- Diversion d'Olivier Penard avec Orchestre Symphonique de la Garde Républicaine, Sébastien Billard, direction, Orlando Bass, piano (SOOND)
- Sur des chemins oubliés d'Anthony Girard avec Geneviève Girard, piano et Patrice Kirchhoff, flûte (Ciar Classics)
- Equinox de Michel Lysight avec l'Ensemble Mendelssohn, sextuor à cordes, Rachel Talitman, harpe, Mavroudes Troullos, basson, Pierre Quiriny, percussions  (Harp & Co)
- French Recital for clarinet and harp Gabriel Pierné, Jean-Baptiste Bedart, Laurent Coulomb, Serge Lancen, Paul Véronge de la Nux avec Rachel Talitman (Harp & Co)
- Beryllium de Michel Lysight, Yuhmi Iwamoto, soprano, Alain Van Kerckhoven, poèmes, Lionel Bams, piano, Marc Grauwels, flûte, Jean-Frédéric Molard, Red Jjeci, violons, Kela Canka, alto, Hans Vandaele, violoncelle (DUX)
- Sonates Françaises pour clarinette et piano de Camille Saint-Saëns, Jacques Castérède, Charles Koechlin, Francis Poulenc avec Jadwiga Lewczuk, piano (Dux) "Recommandé par Classica"
- Concertos pour clarinette et orchestre de Jacques Bondon et Henri Tomasi avec l'orchestre Philharmonique de Poznań dirigé par José Maria Florêncio (Dux) "5 Diapasons"
- Quatuor pour la fin du temps  d'Olivier Messiaen avec le Trio Polskie (Dux) "Sélection Arte"
- D'un silence... concerto pour clarinette et orchestre de Piotr Moss avec l'Orchestre National de la Radio Polonaise dirigé par Michał Klauza (Dux)
- Effleurer le silence d'Anthony Girard avec Geneviève Girard, piano et Patrice Kirchhoff, flûte (CIAR Classics) "5 Diapasons"
- "Concerto pour 2 clarinettes" de Mikołaj Górecki avec Orchestre de Chambre de Pologne (Dux)
- Enigma  de Michel Lysight avec Ronald Van Spaendonck, clarinette, Eliane Reyes, piano (Dux )
- Obsession d'Ivane Bellocq, Pierre Olivier Queyras, violon, Jean-Claude Henriot, piano (Dux)
- Artefact d'Olivier Penard avec Marc Vieillefon, violon, Jonas Vitaud, piano, et Fabrice Bihan, violoncelle (Dux)
- Allain Gaussin  Satori, Jardin Zen, Harmonie des sphères, Ensemble Sillages (Ameson ) Grand Prix Charles Cros 2014
- Polish Music for clarinet and piano, Antoni Szałowski, Piotr Perkowski, Piotr Moss, Krzysztof Penderecki, Karol Rathaus, Witold Lutosławski, avecJadwiga Lewczuk, piano (Clarinet Classics Londres)
- French clarinet exports, œuvres pour 2 clarinettes de Guillaume Connesson, Thierry Escaich, Ivan Bellocq, Jean-Marc Jouve, Christine Mennesson, Lucien Guérinel, Philippe Hersant, Bernard Cavanna, avec Béatrice Berne, clarinettes (Clarinet Classics Londres)
- In the light of Ravel,  musique pour harpe, flûte, clarinette et quatuor à cordes de Ravel, Metcalf, Lysight, Groslot, Natra (Harp and Co)
- Ballades de Dominique Probst (Continuo classic)
- Départs de Piotr Moss (Signature Radio-France)
- Dédicaces pour clarinette basse (Quantum)
- Concerto pour clarinette et concertino pour clarinette, hautbois et orchestre d'Alexandre Tansman, Orchestre de Chambre de Silésie, Jacek Błaszczek (Naxos)
- Musique de chambre avec quatuor à cordes d'Alexandre Tansman, Quatuor Elysée (Naxos)
- Suite en trio, Sonatine et Scaramouche de Darius Milhaud , Eliane Reyes, piano, Frédéric Pélassy, violon (Naxos)
- Musique de chambre d'Anthony Girard, Geneviève Girard, piano, Fabrice Bihan, violoncelle (Naxos)
- Jean-Marie Simonis  œuvres pour clarinette ou clarinette basse et piano (Kalidisc)
- Characters  de Stéphane Joly ( Kosinus Arts)
- "Masterpieces of new romanticism" by Pavlorek, Baczewski, Polish Basset horns ensemble, Radom chamber orchestra, Jakub Bokun  (JB records)
- Musique à 1, 2 ou 3  de Philippe Hersant (Triton) Musique du film Les mains en l'air de Romain Goupil
- 12 Fantaisies  pour clarinette seule de G.Ph.Telemann, (Delatour-France)
- American Trio de Thierry Escaich  avec Arnaud Thorette, alto, et Johan Farjot, piano (Universal Accord)
- Etre et avoir (musique du film primé au Festival de Cannes) de Philippe Hersant (Fred Leibovitz 2004)
- Dialogue de bêtes  d’après Colette (Novaprod 2005)
- Mozart in new clothes  de Fred Lagnau (BBC / Radio-France)
- Ouragan  avec le Quatuor Edison (Corelia)
- Rimes féminines de Juliette[6]
- Paul Cézanne, musique de Louis Dandrel (Réunion des musées nationaux) Primé meilleur enregistrement CD Rom 1995

## Publications
- L'évolution de la clarinette : aux éditions Gérard Billaudot Paris (2014)
- Écoute, je joue!:  Méthode de clarinette (3 volumes) en collaboration avec Chantal Boulay et Cyrille Lehn aux éditions Gérard Billaudot Paris (2015)
- Mes 20 études faciles pour clarinette, Gérard Billaudot Paris

## Critiques
"Mais c'est dans le contrepoint de la flûte et la clarinette qu'on touche au plus haut degré de raffinement et de mystère"
Gérard Condé à propos de Sur des chemins oubliés d'Anthony Girard (CIAR) Diapason, décembre 2024
"Les trois musiciens offrent le meilleur de la culture sonore française et font briller le style propre d’Anthony Girard : une musique subtile, rêveuse, méditative, qui célèbre de manière sensuelle et chantée le plaisir du son."
Antje Rößler à propos de Sur des chemins oubliés d'Anthony Girard (CIAR) Klassik Heute, septembre 2024
"La pianiste Geneviève Girard, le flûtiste Patrice Kirchhoﬀ et le clarinettiste Jean-Marc Fessard connaissent à fond la musique d’Anthony Girard, constellée de grandes œuvres. Ils eﬄeurent le silence d’une manière pénétrante."
Michael Sebaoun à propos de Sur des chemins oubliés d'Anthony Girard (CIAR) Musicologie.org septembre 2024

"La pièce soliste d’Allain Gaussin « Satori » est un long processus remarquablement conduit par Jean-Marc Fessard, virtuose, qui porte la matière sonore vers l’incandescence et la saturation".
Michèle Tosi Resmusica  à propos concert Allain Gaussin église St Merri à Paris 17/07/2014
« Un funambulisme virtuose qui coupe le souffle… »
Jean-Charles Hoffelé à propos de « Chamber Music with clarinet » d’Alexandre Tansman (Naxos),  « 5 Diapasons » Diapason, novembre 2007
« Interprétation exemplaire de Jean-Marc Fessard… » Jacques Bonnaure à propos de « Chamber music with clarinet » d’Alexandre Tansman (Naxos),
«  9 » de Répertoire/Classica octobre 2007
«  Avec cette nouvelle lecture du Quatuor pour la fin du Temps d’Olivier Messiaen, la firme Dux a produit un très grand disque : l’occasion de retrouver le clarinettiste Jean-Marc Fessard dans l’œuvre la plus emblématique du compositeur…Les disques qui atteignent une telle cohérence sont extrêmement rares, et, dans cette œuvre si difficile, l’abandon est plus exceptionnel encore. Autant d’éléments qui permettent aux interprètes de signer un très grand Messiaen ».
Mathias Heizmann, « Sélection Arte », 30 mars 2005
«  C’est admirable ! Musicalité, technique, émotion, exactitude, esprit. Mille bravos. C’est tout simplement admirable ! »
Yvonne Loriod-Messiaen à propos du « Quatuor pour le fin du Temps » (Dux 0459), 12 décembre 2004
“ …Technique superbe à laquelle s’ajoutent une musicalité étonnante et une compréhension totale du contenu de cette musique du XXe siècle.”
Magdalena Wawszkiewicz, à propos des “Concertos pour clarinette et orchestre”, Audio-Video, septembre 2003
« …clarinette superbe, gorgée de couleurs et au phrasé tout en souplesse…La clarinette de Fessard, élégamment virtuose se déhanche, ricoche, séduit. »
Karol Beffa, à propos du CD « Sonates françaises », Classica, juillet-août 2001
« …Une compréhension en profondeur de ces musiques, particulièrement remarquable en ce qui concerne la sonate de Francis Poulenc, dont c’est une des plus vivantes et émouvantes versions… »
Jean Roy, à propos du CD « Sonates françaises », Le monde de la musique, avril 2001